# The Mollusk
The Mollusk er det sjette studiealbum af det amerikanske rockband Ween, udgivet af Elektra Records 24. juni 1997. Det er et multi-genre-konceptalbum med et mørkt nautisk tema, hvor de fleste sange indarbejder elementer fra psychedelia og/eller sømandsviser, samtidig med en stærk indflydelse fra progressiv rock.
The Mollusk var en direkte indflydelse på skabelsen af den animerede tv-serie SvampeBob Firkant. Stephen Hillenburg, seriens skaber, kontaktede bandet kort tid efter albummets udgivelse, og anmodede i den forbindelse om at få dem til at indspille en sang, hvilket senere blev til "Loop de Loop".

## Spor
Alle sange skrevet og komponeret af Gene Ween & Dean Ween. 
| 1.    | "I'm Dancing in the Show Tonight"                                                         | 1:56 |
| 2.    | "The Mollusk"                                                                             | 2:37 |
| 3.    | "Polka Dot Tail"                                                                          | 3:20 |
| 4.    | "I'll Be Your Jonny on the Spot"                                                          | 2:01 |
| 5.    | "Mutilated Lips"                                                                          | 3:49 |
| 6.    | "The Blarney Stone"                                                                       | 3:14 |
| 7.    | "It's Gonna Be (Alright)"                                                                 | 3:19 |
| 8.    | "The Golden Eel"                                                                          | 4:04 |
| 9.    | "Cold Blows the Wind"                                                                     | 4:28 |
| 10.   | "Pink Eye (On My Leg)"                                                                    | 3:13 |
| 11.   | "Waving My Dick in the Wind"                                                              | 2:12 |
| 12.   | "Buckingham Green"                                                                        | 3:19 |
| 13.   | "Ocean Man"                                                                               | 2:07 |
| 14.   | "She Wanted to Leave (Reprise)" (contains a reprise of "I'm Dancing in the Show Tonight") | 4:26 |
| 43:54 |                                                                                           |      |

Noter
- "I'm Dancing in the Show Tonight" er baseret på en julesang fra 1953, "Are My Ears on Straight?" indspillet af den dengang 10-årige Gayla Peevey.[kilde mangler]

## Musikere
Ween
- Dean Ween – guitar, vokal, teknik
- Gene Ween – guitar, vokal, teknik
- Dave Dreiwitz – bas
- Glenn McClelland – keyboards
- Claude Coleman, Jr. – trommer, perkussion, teknik

Sessionsmusikere
- Mean Ween – bas
- Kirk Miller – lydeffekter
- Bill Fowler – guitar, bas

Produktion
- Juan Garcia – assisterende teknik
- Bill McNamera – assisterende teknik
- Steve Nebesney – assisterende teknik
- Mick Preston – assisterende teknik
- Ralph Smith – assisterende teknik
- Jim Woolsey – assisterende teknik
- Andrew Weiss – production, teknik, mixing
- Peter Curzon – cover
- Tom Nichols – fotografi
- Rupert Truman – fotografi
- Sam Brooks – coverdesign
- Finlay Cowan – coverdesign
- Storm Thorgerson – coverdesign
- Matt Kohut
- Jason Reddy

## Hitlister
| Hitliste (1997)                   | Højeste position |
| --------------------------------- | ---------------- |
| US Billboard 200                  | 159              |
| US Heatseekers Albums (Billboard) | 5                |